# Desmodium ferrugineum
Desmodium ferrugineum là một loài thực vật có hoa trong họ Đậu. Loài này được Thwaites miêu tả khoa học đầu tiên.